# Prosoplus romani
Prosoplus romani là một loài bọ cánh cứng trong họ Cerambycidae.